# Андрей (Тарасов)
Епи́скоп Андре́й (в миру Андре́й Серге́евич Тара́сов; 19 июля 1975, Томск) — епископ Русской православной церкви на покое, бывший Россошанский и Острогожский.

## Биография
В 1992 году поступил в Московскую духовную семинарию.
В 1995 году решением Учебного комитета был направлен в Барнаульскую епархию с переводом на сектор заочного обучения.
28 октября 1995 года епископом Барнаульским Антонием (Масендичем) был рукоположён в сан диакона, 30 октября — во пресвитера.
1 ноября 1995 года назначен ключарём Покровского кафедрального собора города Барнаула.
7 марта 1996 году был пострижен в мантию с наречением имени в честь апостола Андрея Первозванного.
25 мая 1996 году был назначен духовником Барнаульского духовного училища.
В 1996 году окончил Московскую духовную семинарию.
22 апреля 1997 года был назначен председателем отдела по благотворительности и социальному служению Барнаульской епархии.
В 1998 года был возведён в сан игумена.
В 1998—1999 годах — исполняющий обязанности секретаря Барнаульской епархии.
22 декабря 1998 года был назначен секретарём правления Барнаульского духовного училища.
27 августа 1999 года был назначен председателем ставленнической комиссии, 20 октября ― председателем отдела по религиозному образованию и катехизации Барнаульской епархии, 28 октября ― проректором по воспитательной работе Барнаульского духовного училища.
5 июля 2000 года стал помощником правящего архиерея по организационной работе.
В 2000 году поступил в Московскую духовную академию на заочное отделение.
Между 1 ноября 2001 и 4 марта 2002 года состоял настоятелем Иоанно-Богословского храма города Барнаула.
4 марта 2002 года стал экономом Барнаульского епархиального управления.
19 июня 2003 году был почислен за штат Барнаульской епархии, а 1 июля того же года принят в клир Воронежской епархии и назначен настоятелем Покровского кафедрального собора в Воронеже. 7 июля был также определён секретарём Воронежского епархиального управления.
В 2003 года был назначен директором регионального общественного благотворительного «Фонда святителя Митрофана» по строительству Благовещенского кафедрального собора.
В 2004 году заочно окончил Московскую духовную академию.
30 апреля 2005 года в Великую Субботу был возведён в сан архимандрита.
В январе 2009 года участвовал в работе Поместного собора Русской православной церкви.
В 2009 году поступил в Общецерковную аспирантуру и докторантуру равноапостольных Кирилла и Мефодия на кафедру «Управление и каноническое право» по программе повышения квалификации.
В том же году в составе рабочей группы Воронежской областной думы участвовал в разработке стратегии Воронежской области в направлении межнационального и межконфессионального мира, здорового образа жизни.
Председатель комиссии по воспитанию нравственности, сохранению духовного наследия и свободе совести Общественной палаты Воронежской области. Член межконфессионального консультативного совета при Воронежской областной думе.
По благословению ректора Общецерковной аспирантуры и докторантуры митрополита Волоколамского Илариона (Алфеева) прослушал курс изучения английского языка в Оксфордском колледже St. Claer.
23 октября 2009 года назначен настоятелем Благовещенского кафедрального собора Воронежской епархии.
В 2010 году защитил дипломную работу по теме «История архитектуры и святыни Покровского кафедрального собора г. Воронежа» в Московской духовной академии.
В составе официальных делегаций Русской Православной Церкви сопровождал правящего архиерея в зарубежных командировках на Святую гору Афон, в Иерусалим, Афины, Болгарию, Венгрию, Чехию.
В июне 2011 году окончил двухлетний курс повышения квалификации в Общецерковной аспирантуре и докторантуре.

### Архиерейство
27 июля 2011 года был решением Священного Синода избран епископом Острогожским, викарием Воронежской епархии.
17 сентября 2011 года в Покровском кафедральном соборе города Воронежа Патриарх Московский и всея Руси Кирилл возглавил чин наречения архимандрита Андрея (Тарасова) во епископа Острогожского, викария Воронежской епархии.
18 сентября 2011 года в новоосвящённом Благовещенском кафедральном соборе города Воронежа хиротонисан во епископа Острогожского, викария Воронежской епархии. Хиротонию совершили: Патриарх Кирилл, митрополит Саранский и Мордовский Варсонофий (Судаков), митрополит Воронежский и Борисоглебский Сергий (Фомин), архиепископ Курский и Рыльский Герман (Моралин), архиепископ Белгородский и Старооскольский Иоанн (Попов), архиепископ Орловский и Ливенский Пантелеимон (Кутовой), архиепископ Липецкий и Елецкий Никон (Васин), архиепископ Святогорский Арсений (Яковенко), архиепископ Бориспольский Антоний (Паканич), епископ Архангельский и Холмогорский Даниил (Доровских), епископ Моравичский Антоний (Пантелич), епископ Солнечногорский Сергий (Чашин), епископ Борисовский Вениамин (Тупеко).
26 декабря 2013 года решением Священного Синода назначен правящим архиереем созданной тогда же Россошанской епархии с титулом «Россошанский и Острогожский». 29 декабря освобождён от должности настоятеля Благовещенского кафедрального собора Воронежа.
25 августа 2020 года Священный синод Русской православной церкви удовлетворил епископа Андрея о почислении на покой по состоянию здоровья. Местом пребывания на покое определён город Воронеж. В праздник Успения Пресвятой Богородицы, 28 августа, он совершил последнюю Божественную литургию в Ильинском кафедральном соборе в Россоши.

## Публикации
- Святитель Митрофан Воронежский: историографический обзор // Труды Воронежской духовной семинарии. — Воронеж, 2022. — Вып. 2 (15). — С. 5—16.
- Первый имперский святой // Труды Воронежской духовной семинарии. — Воронеж, 2023. — Вып. 1 (16). — С. 5—14.